# بيرني فراير
بيرني فراير (بالإنجليزية: Bernie Fryer)‏ مواليد 25 ديسمبر 1949 في بيلينغام، هو لاعب كرة سلة أمريكي. بدأ مسيرته الاحترافية في سنة 1973. تم اختياره من قبل فريق فينيكس صنز خلال الدرافت. يبلغ طوله 6 قدم 3 بوصة (1.9 م). اعتزل اللعب في 1975. لعب مع بورتلاند ترايل بلايزرز ويوتا جاز.

## روابط خارجية
- بيرني فراير على موقع إن بي أي (الإنجليزية)
- بيرني فراير على موقع سبورتس رفرنس (الإنجليزية)
- بيرني فراير على موقع كلية كرة السلة في سبورتس رفرنس.كوم (الإنجليزية)
- بيرني فراير على موقع ريلجم (الإنجليزية)
- بيرني فراير على موقع بروبوليرز (الإنجليزية)
- بيرني فراير على موقع سبورتس رفرنس (الإنجليزية)